# Kràsneno
Kràsneno (en rus: Краснено) és un poble del districte autònom de Txukotka, a Rússia, que el 2015 tenia 71 habitants.